# Образцов, Иоанн Яковлевич
Иоанн Яковлевич Образцов (1839—1903) — протоиерей Русской православной церкви, преподаватель и духовный писатель.
Родился в семье причетника Тверской епархии. Окончил в 1863 году Санкт-Петербургскую духовную академию, в 1867 году получил степень магистра богословия. С 1865 по 1897 год служил священником в Спасо-Сенновской церкви в Санкт-Петербурге. Одновременно с 1867 года был членом комиссии по упорядочению синодального архива. С 1870 года, с момента основания, был законоучителем в гимназии при Историко-филологическом институте, а с 1879 года ещё и в Александровском кадетском корпусе. В 1883 году был возведён в сан протоиерея и одновременно назначен членом Учебного комитета при Синоде, которым был до 1892 года. В 1888 году стал профессором богословия в Петербургском историко-филологическом институте, а также преподавал Закон Божий в Петровском купеческом училище.
Его сочинения: «Братья Лихуды» (в «Журнале Министерства народного просвещения», 1865), «Киевские учёные в Великороссии» (в «Эпохе»), «Описание документов и дел синодального архива» (т. III, за 1723 г.; 1878) и другие.